# Deon Minor
Deon Minor (Paris (Texas), 22 januari 1973) is een voormalige Amerikaanse sprinter, die gespecialiseerd was in de 400 m. Hij was vanaf 1999 tot 2014 mede-wereldindoorrecordhouder op de 4 x 400 m estafette.

## Loopbaan

### Jeugd
Zijn eerste succes behaalde Minor in 1991 met het winnen van de titel op de 400 m tijdens de Pan-Amerikaanse jeugdkampioenschappen in de Jamaicaanse stad Kingston. Internationaal brak hij door in 1992, toen hij op de wereldkampioenschappen voor junioren een gouden medaille veroverde op de 400 m. Met een tijd van 45,75 s versloeg hij de Zweed Rikard Rasmusson (zilver; 46,07) en de Oegandees Francis Ogola (brons; 46,16).

### Senioren
Op 7 maart 1999 verbeterde Deon Minor op de wereldindoorkampioenschappen in de Japanse stad Maebashi met zijn teamgenoten Andre Morris, Dameon Johnson en Milton Campbell het wereldrecord op de 4 x 400 m estafette. Het Amerikaanse team won de wedstrijd in 3.02,83. Het Poolse team werd tweede in een Europees record van 3.03,01 en het Britse team werd derde met een nationaal record van 3.03,20. Dit record werd in 2006 door een Amerikaans estafetteteam bestaande uit Kerron Clement, Wallace Spearmon, Darold Williamson en Jeremy Wariner met een tijd van 3.01,96. Doordat er geen dopingtest na afloop was afgenomen is dit record nooit officieel erkend.

## Titels
- Wereldindoorkampioen 4 x 400 m - 1997, 1999
- NCAA-indoorkampioen 400 m - 1992, 1995
- Wereldjuniorenkampioen 400 m - 1992
- Pan-Amerikaans jeugdkampioen 400 m - 1991
- Amerikaans jeugdkampioen 400 m - 1991, 1992

## Persoonlijke records
| Onderdeel       | Prestatie | Datum         | Plaats       |
| --------------- | --------- | ------------- | ------------ |
| 400 m (outdoor) | 44,75 s   | 5 juni 1992   | Austin       |
| 400 m (indoor)  | 46,00 s   | 11 maart 1995 | Indianapolis |

## Palmares

### 400 m
- 1991:  Pan-Amerikaanse jeugdkamp. - 46,24 s
- 1992:  WJK - 45,75 s
- 1997: 4e in ½ fin. WK indoor - 46,68 s
- 1999: 5e in ½ fin. WK indoor - 47,12 s (in serie 46,69 s)

### 4 x 400 m estafette
- 1997:  WK indoor - 3.04,93
- 1999:  WK indoor - 3.02,83 (WR)
- 1999:  Pan-Amerikaanse Spelen - 3.00,94